# 漾月街道
漾月街道，是中华人民共和国云南省曲靖市师宗县下辖的一个街道办事处。
2013年10月20日，云南省人民政府批复同意撤销丹凤镇，设立丹凤街道、漾月街道、大同街道。
2014年3月3日，云南省人民政府批复同意将彩云镇法块村调整归漾月街道管辖。

## 行政区划
漾月街道下辖以下地区：
西华社区、漾月社区、路新社区、新村、丰岭村、捏龙村、法雨村和法块村。